# Maxwell Kalu
Maxwell Kalu (ur. 23 marca 1976 w Abie) – nigeryjski piłkarz, grający na pozycji napastnika.

## Kariera
Karierę piłkarską rozpoczął w NPA Port Harcourt. Ma na swoim koncie występy w dwóch klubach nigeryjskich: Eagle Cement Port Harcourt oraz Udoji United FC, którym w 1996 roku wywalczył mistrzostwo Nigerii. Przez cztery sezony 1997/98–2000/01 grał w Amice Wronki, zdobywając z nią trzykrotnie Puchar Polski. Później grał kolejno w następujących klubach: Widzew Łódź, KSZO Ostrowiec Świętokrzyski, Świt Nowy Dwór Mazowiecki, Mieszko Gniezno, MKS Mława, Kujawiak Włocławek, Zawisza Bydgoszcz (2), Radomiaku Radom, Odrze Opole, ŁKS-ie Łomża i znów w Mieszku. W 2008 roku piłkarz podpisał kontrakt z drugoligową Nielbą Wągrowiec. Następnie przeszedł do Tura Turek. Kolejne jego kluby to: Pelikan Łowicz, Świt Piotrowo, 1920 Mosina i Pogoń Lwówek.